# Bahretal
Bahretal là một đô thị ở huyện Sächsische Schweiz-Osterzgebirge, bang tự do Sachsen, Đức. Đô thị này nằm giữa các sông Gottleuba và Dohna.
Bahretal có cảnh quan đồi núi. Đô thị này tọa lạc ở các thung lũng Bahre và Seidewitz cũng như trên đỉnh các đồi gần Bahretal gồm Herbstberg (442 m), Roter Berg (428 m), Mühlberg (339 m) và Bahreberg (295 m).
Các khu vực dân cư:
- Borna
- Friedrichswalde
- Gersdorf
- Göppersdorf
- Nentmannsdorf
- Niederseidewitz
- Ottendorf
- Wingendorf